# Łutuhyne
Łutuhyne (ukr. Лутугине) – miasto na Ukrainie w obwodzie ługańskim, siedziba władz rejonu łutuhyńskiego. Ośrodek przemysłu spożywczego. Od 2014 roku pod kontrolą Ługańskiej Republiki Ludowej.

## Geografia
Miasto Łutuhyne leży na Wyżynie Donieckiej, na prawym brzegu rzeki Wilhiwka. Na północny zachód od Jeziora Łutugińskiego, 22 km od stolicy obwodu. Przez miasto przechodzi droga N21 łącząca Ługańsk z Krasnym Łuczem.

## Historia
Miejscowość powstała pod koniec XIX wieku, gdy w Donbasie zaczął rozkwitać przemysł wydobywczy, dzięki któremu zaczęli tam przybywać ludzie z innych rejonów Imperium Rosyjskiego.
W 1896 powstała stacja kolejowa oraz zakład produkujący walce, a koło niego mała, bezimienna, robotnicza wieś. 18 lat później nazwano ją Szmidtowka na cześć Niemieckiego przedsiębiorcy. Końcem 1925 roku zmieniono nazwę na Łutuhyne (ros. Лутугино) ku czci Rosyjskiego geologa Leonida Łutugina. Wówczas miejscowość wchodziła w skład Rejonu Uspieńskiego.
12 listopada 1960 roku Łutuhyne uzyskało prawa miejskie.
3 stycznia 1965 roku Rada Najwyższa Ukraińskiej Socjalistycznej Republiki Radzieckiej w miejsce Rejonu Uspieńskiego utworzyła Rejon Łutuhyński.
W 1972 liczyła 14,5 tys. mieszkańców.
W 1989 liczyła 18 973 mieszkańców.
W 2013 liczyła 17 989 mieszkańców.
27 lipca 2014 roku w czasie wojny w Donbasie ukraińska armia przejęła miasto ale 1 września 2014 utraciła nad nim kontrolę na rzecz Ługańskiej Republiki Ludowej.